# Langues tchadiques

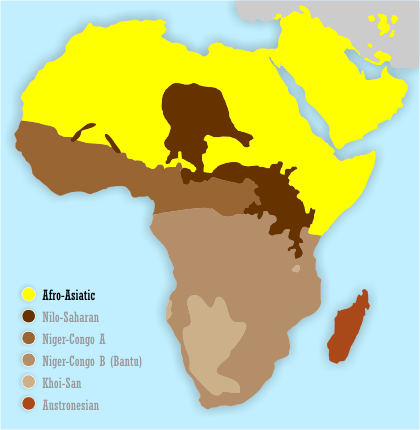
Répartition des langues chamito-sémitiques

Les langues tchadiques sont une des branches de la famille des langues dites chamito-sémitiques ou afro-asiatiques. Elle compte près de 200 langues, qui sont parlées en Afrique de l'Ouest et centrale : au Nord du Nigéria, au Sud du Niger, au sud du Tchad et dans le Nord du Cameroun, par plus de 80 millions de locuteurs. 
Le haoussa, la langue tchadique la plus parlée, est présente au Nigeria et au Niger, avec environ 77 millions de locuteurs. Aucune autre langue tchadique n'est parlée par plus de 200 000 personnes ; le bata et le mousgoum seraient parlés par plus de 100 000 personnes. Beaucoup de locuteurs de langues tchadiques adoptant aujourd'hui d'autres langues — principalement le haoussa — et les transmettant à leurs enfants, un grand nombre d'entre elles sont menacées d'extinction.

## Classification
L'appartenance des langues tchadiques à la famille afro-asiatiques fait consensus depuis les années 1960-1970 : entre autres traits communs, l'opposition sourd/sonore/glottalisé dans le système consonantique, le système pronominal, et la marque du féminin en -t. Les langues tchadiques ont notamment pour traits communs de n'avoir ni cas ni classes nominales, et peu de prépositions. 
Les langues tchadiques sont réparties en quatre groupes significativement différents : les langues tchadiques occidentales, les langues biu-mandara (ou centrales), les langues tchadiques orientales et les langues masa ,. Toutefois, la séparation entre les langues masa et les langues centrales proposées par Paul Newman ne fait pas consensus.
On décompte plus de 140 langues tchadiques, principalement parlées dans quatre pays (Niger, Nigeria, Cameroun et Tchad). L'une des plus parlées est la langue haoussa, dont la pratique s'étend au détriment d'autres langues tchadiques. On trouve également :
- langues tchadiques occidentales : haoussa, ankwé, angas, pero ;
- langues biu-mandara ou centrales : dugvor, gude, guidar, mafa, mbudum, Mofu-gudur, mousgoum, tera, tsuvan, zizilivakan, zulgo-guemzek ;
- langues tchadiques orientales : dangaléat, bidiyo, migaama, toumak, soumray, sokoro, saba ;
- langues masa :
  - langues masa du Nord (marba, massa, moussey, zumaya) ;
  - langues masa du Sud (herdé, mesmé, ngeté, pévé).

## Emprunts
Les langues tchadiques font de nombreux emprunts aux langues nilo-sahariennes, ce qui suggère une longue période de coexistence. En revanche, malgré leur proximité géographique actuelle avec les langues adamaoua, les interactions entre ces deux groupes de langues sont limitées. 